# Dáfnis

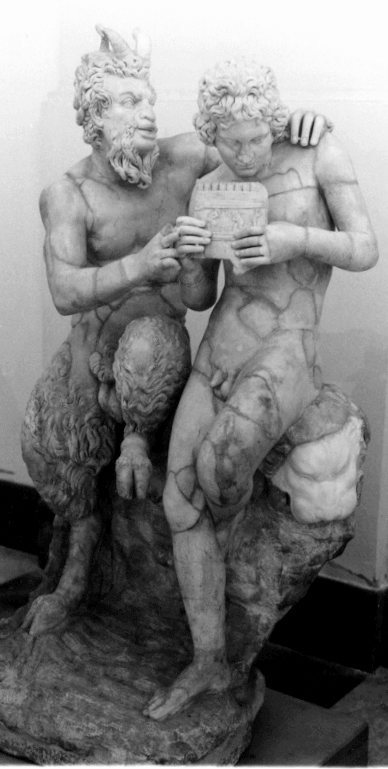
Escultura de Pã ensinando Dáfnis a tocar flautas; cerca de 100 a.C., encontrado em Pompéia.

Na mitologia grega, Dáfnis (em grego antigo Δαφνίς, de δάφνη, ‘laurel’) foi um pastor siciliano ao qual se atribui a invenção da poesia bucólica.
É considerado filho de Hermes com uma ninfa ou simplesmente o amante (eromenos) deste deus. Ovídio o considera um pastor ideo, mas não esclarece se refere-se a Ida frígio ou cretense, pois o termo refere-se a qualquer montanha com bosques.
A lenda de Dáfnis e Cloé, escrita por Longo, descreve duas crianças que crescem juntas e gradualmente desenvolvem um amor mútuo, casando-se após muitas aventuras.